# Minnesång

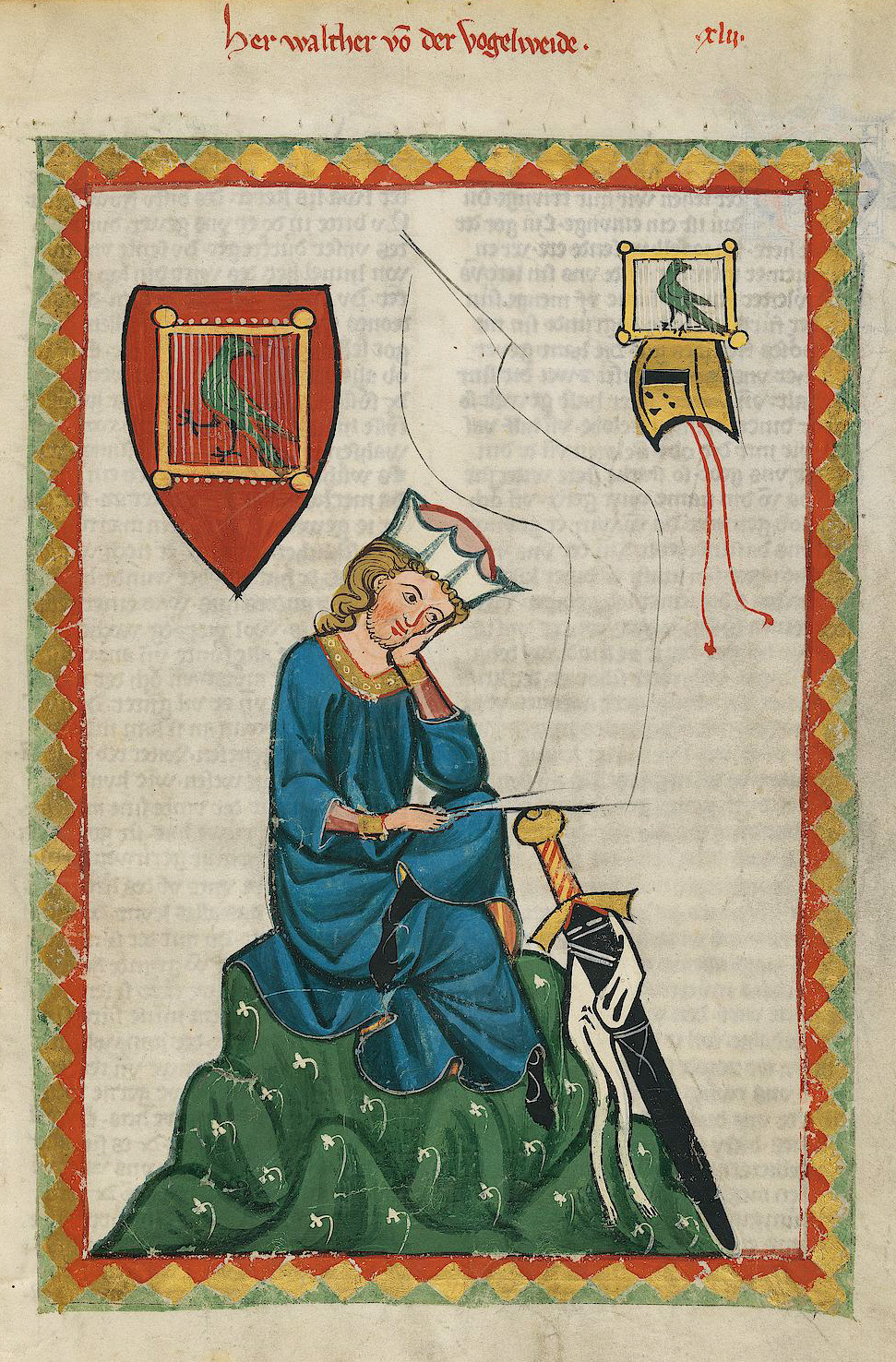
Walther von der Vogelweide (Codex Manesse, cirka 1300)

Minnesång, ytterst av medeltidstyskans Minnesanc, var en typ av sång som sjöngs av  medeltida trubadurer, minnesångare. De var ofta adliga poeter som diktade sånger om kärlek och hjältedåd, så till exempel Oswald von Wolkenstein och Walther von der Vogelweide. De reste runt i furstehoven och framförde sina sånger. Ofta använde de luta som ackompanjemang, eller hade musiker med sig.
Ordet kommer av medeltidstyskans 'Minnesanc' eller 'Minnelied' som betyder kärlekssång. 'Minnesänger' avser den som sjöng och/eller skrev 'Minnelieder'.

## Historik
Minnesång (tyska minnesang, av medeltidshögtyska minne, kärlek, av fornhögtyska minna, egentligen minne, hågkomst), benämning på den tyska konstlyriken under 1100- och 1200-talen. Denna fick sitt namn därav, att den företrädesvis rörde sig om älskog. De tidigaste minnesångerna har en episk hållning, som röjer deras samband med folkdiktningen. Men omkring 1180 inträngde från trakterna kring Maas en rent lyrisk konstpoesi, som snart blev härskande i hela Tyskland och framför allt i formellt avseende företedde ett starkt inflytande från Frankrikes trubadurdiktning. Vid jämförelsen med den sistnämndas passionerade eld, käckhet och individuella färgrikedom förbleknar dock den tyska minnesången. Den sjunger visserligen om kärlek och åter kärlek, om våren och sommaren, då och då om ett religiöst ämne, om ett korståg och hos Walther von der Vogelweide också om furstarnas politiska tvister. Men kärleksidealet, som minnesångarna dyrkade, den upphöjda kvinnligheten, fann de i regel hos en annans hustru, som dessutom blott var en tom fantasibild. Något verkligen upplevt, något personligt och originellt finns sällan, om man undantar den snillrikaste och mångsidigaste av alla minnesångarna, Walther von der Vogelweide. Till förkonstlingen bidrog också den utomordentliga rikedomen på versformer. Skalderna satte nämligen en ära i att till varje ny dikt uppfinna en strof med ny byggnad och rimslingning jämte tillhörande melodi. Att låna förut brukade former ansågs som litterär stöld. Dikterna sjöngs av författarna själva till strängaspel (vanligen giga) och utlärdes till vandrande spelmän. Så småningom begynte dessa samt förnäma damer att teckna upp dem – själva kunde de flesta minnesångare varken skriva eller läsa. Sångerna förekomma i tre olika former: lied (en följd lika, vanligen tredelade strofer till samma melodi), leich (genomkomponerad, med olikformiga strofer) och spruch (didaktisk smådikt i en enda strof, som inte sjöngs, utan framsades). Med avseende på innehållet skilde man mellan taglieder (i vilka väktaren varskor de älskande vid morgongryningen), botenlieder (i vilka längtan tolkas), kreuzlieder (korsfararsånger), leisen (av "Kyrie eleison"; religiösa sånger), mailieder, erntelieder (skördevisor), växelsånger mellan älskande samt lovsånger eller nidvisor över höga herrar, alltefter graden av dessas frikostighet emot de lycksökande poeterna, och så vidare. Dikter av omkring 160 minnesångare finns bevarade. De sistnämnda tillhörde mest den lägre adeln, men även furstar, till och med några hohenstaufenska kejsare, uppträdde som vitterlekare. Bland det äldre, folkligare skedets skalder framstå Kürenberger, Dietmar von Ast och Spervogel. Till blomstringstiden (1180–1240) hör framför andra Heinrich von Veldeke, Friedrich von Hausen, Heinrich von Mohrungen, Walther von der Vogelweide samt de tre episke mästarna Hartmann von Aue, Wolfram von Eschenbach ("taglieders" utbildare) och Gottfried von Strassburg. Under urartningsperioden uppträdde Neidhart von Reuenthal, som införde "höfische dorfpoesie" med ofta grova skildringar av allmogens fester, samt hans efterföljare Gottfried von Neifen, schweizaren Johannes Hadlaub och Steinmar. Vidare märkas Ulrich von Lichtenstein, som i sitt liv framställde en karrikatyr på det kvinnohyllande riddarlivet, Konrad von Würzburg samt spruchdiktarna Reinmar von Zweter och Konrad Marner. Genom dessa bereddes minnesångens övergång i mästersång.
I de minnesånger vars melodier har bevarats i handskrifter (skrivna med så kallade koralnoter eller fyrkantiga neumer) söker man härleda deras rytmik ur dikternas versmått, i stället för att fruktlöst söka tillämpa mensuralmusikens principer på melodiernas notskrift. Överensstämmelsen i minnesångernas (jämte trubadursångernas) och de medeltida kyrkliga sångernas notering kan bidra till att förstå de senares rytmiska beskaffenhet och den gregorianska sångens rytmik.